# BWIA West Indies Airways
BWIA West Indies Airways, también conocida localmente como B-wee, fue una aerolínea con sedes en el Aeropuerto Internacional de Piarco (Puerto España, Trinidad y Tobago) y en el Aeropuerto Internacional Grantley Adams (Bridgetown, Barbados) 
Bwee operaba desde, hacia y entre el Caribe. Sus rutas eran hacia: Londres, Mánchester (Reino Unido), Toronto (Canadá), Nueva York, Miami y Washington (EE. UU.), Georgetown (Guyana), Caracas (Venezuela) y Paramaribo (Surinam). 
BWIA tenía acuerdos de código compartido con United Airlines, lo que permitió a sus pasajeros conectar con las principales ciudades del país norteamericano. 

## Historia

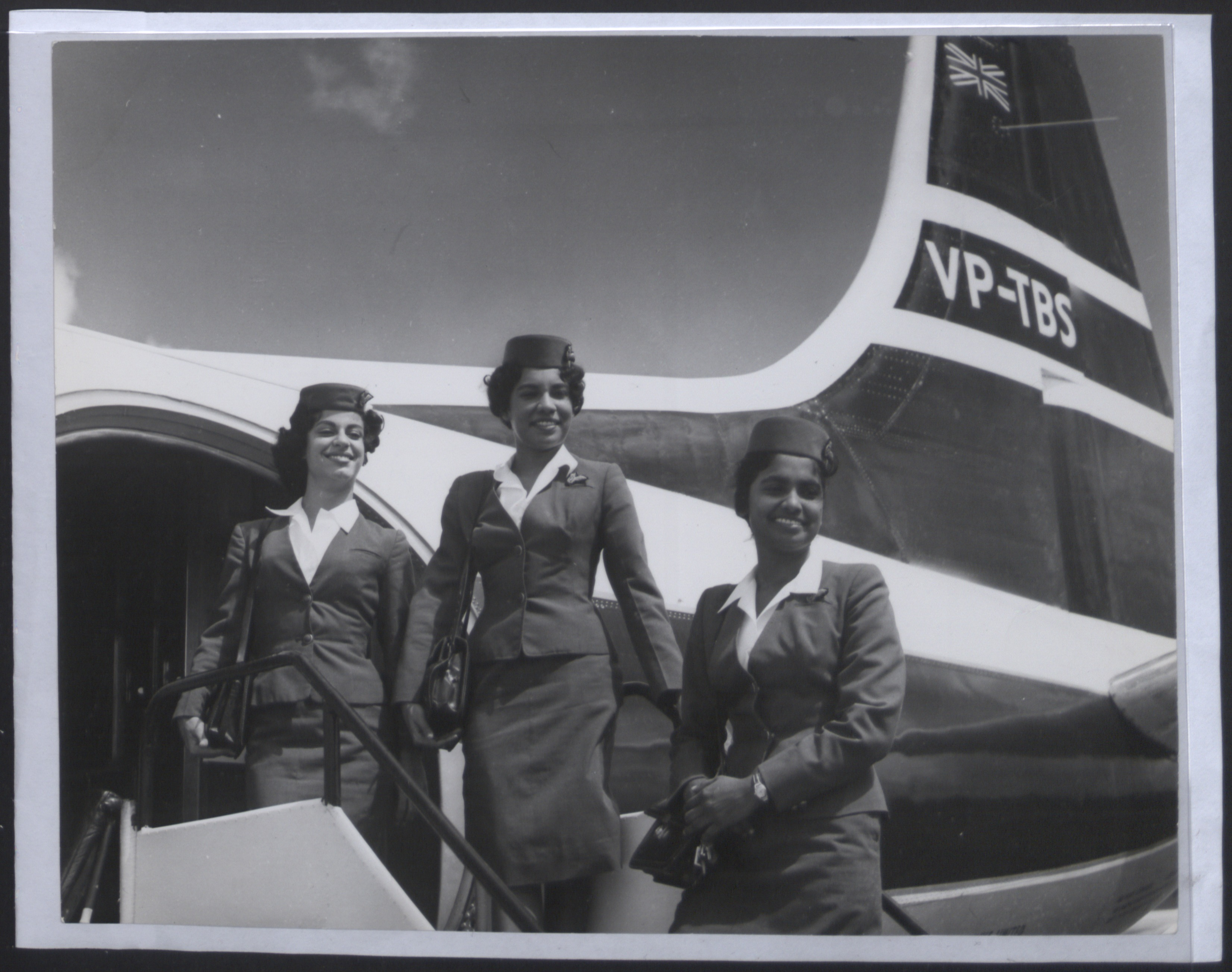
Azafatas de BWIA, 1955

British West Indian Airways fue establecida el 27 de noviembre de 1940 por el aviador neozelandés Lowell Yerex.  Las operaciones comenzaron el 27 de noviembre de 1940 con un Lockheed Modelo 18 Lodestar en los servicios diarios entre Trinidad y Barbados.  En 1942, la aerolínea ya contaba con tres aviones de este tipo. 
En 1947, BWIA fue absorbida por British South American Airways (BSAA), después de unos meses operando como British International Air Lines, el nombre de 'BWIA' fue restaurado el 24 de junio de 1948 para operar rutas entre las islas del Caribe, utilizando aviones Vickers Viking. 
En 1949, BSAA se fusionó con British Overseas Airways Corporation y BWIA se convirtió en una subsidiaria de BOAC. Los Vickers Viscounts se introdujeron en 1955, además de contar con Bristol Britannias alquilados en 1960 para volar la ruta de largo recorrido a Londres, a través de la ciudad de Nueva York.  En 1960 BWIA tenía su oficina central en Puerto España, Trinidad. El 1 de noviembre de 1961, el gobierno de Trinidad y Tobago adquirió el 90% de las acciones de la aerolínea y logró la propiedad total en 1967.
Para BWIA, la era de los reactores comenzó en 1964 con la introducción de nuevos aviones Boeing 727-100, que reemplazaron a los turbopropulsores Vickers Viscount en la ruta de Nueva York.  A principios de 1971, se compraron cuatro aviones Boeing 707 de la serie 200 de segunda mano a Braniff International Airways y se operaron en servicios intracaribeños hasta su venta a fines de 1975. 
BWIA se convirtió en BWIA International Airways en 1980 después de una fusión con Trinidad y Tobago Air Services (que había sido formada por el gobierno en junio de 1974), convirtiéndose en la aerolínea nacional.  La librea del avión BWIA tenía el 'Trinidad and Tobago Airways' adyacente al 'BWIA International' después de la fusión.  El mismo año también se sustituyeron los Boeing 707 en el servicio de Londres con aviones de pasajeros de fuselaje ancho Lockheed L-1011 TriStar de largo alcance.  En 1986, BWIA compró su primer McDonnell Douglas MD-83.  La aerolínea también operaba aviones de pasajeros McDonnell Douglas DC-9-50 extendidos, así como un avión jumbo Boeing 747-100 en un momento dado.
En 1994, la aerolínea se había privatizado parcialmente. Una reorganización sustancial de su red de rutas dejó a Londres y Frankfurt como los únicos destinos europeos.  La aerolínea ordenó aviones Boeing 757 y Boeing 767, luego canceló el pedido a favor de los aviones Airbus A321 y Airbus A340;  a su vez, este pedido se abandonó después de que sólo se entregaran dos A321.  El 22 de febrero de 1995, el gobierno de Trinidad y Tabago completó la privatización de BWIA al ceder el control mayoritario de las acciones ordinarias y la gestión de la aerolínea a un grupo privado de inversores estadounidenses y caribeños.
A principios de la década de los 2000, BWIA cambió su librea a un nuevo esquema de color verde y azul caribeño con su famoso emblema local tambor metálico, el instrumento musical nacional. La flota se había actualizado a siete aviones Boeing 737-800 Next Generation, dos Airbus A340-300 y dos aviones regionales de doble turbohélice De Havilland Canada Dash 8-300 volados por la aerolínea hermana de BWIA, Tobago Express, que prestó servicio en la ruta entre Puerto España y la isla hermana de Trinidad, Tobago, así como otros destinos en la región.
Para 2003, BWIA se había convertido en una de las principales aerolíneas del Caribe, transportando más de 1,4 millones de pasajeros al año con más de 600 salidas en el Caribe y otras 60 salidas internacionales cada semana.  BWIA ganó aproximadamente US $ 276 millones por año, empleó a 2.350 personas, realizó 70 vuelos diarios y transportó 8.100 toneladas (17.900.000 libras) de carga aérea por año.  Su revista a bordo, Caribbean Beat, fue bien considerada.  Sin embargo, BWIA también había estado plagada de pérdidas y tenía un historial de continuas inyecciones de fondos del gobierno de Trinidad y Tobago.  La aerolínea había solicitado una oferta pública inicial, aunque no se fijó una fecha.  La aerolínea era propiedad del Gobierno de la República de Trinidad y Tobago (75%) y accionistas privados (25%) y tenía 2.588 empleados (en enero de 2005).  También tenía participaciones en otras aerolíneas: Tobago Express (45%) y LIAT (23,6%).
El 8 de septiembre de 2006, BWIA West Indies Airways anunció su desaparición, luego de negociaciones fallidas con ACAWU, CATTU, la Asociación de Superintendentes y la gerencia de BWIA.  El CEO Peter Davies, quien se unió a BWIA en marzo de 2006, dijo que una nueva aerolínea, Caribbean Airlines, con base en Trinidad y Tobago, reemplazaría a BWIA después de 66 años de volar los cielos del Caribe. Caribbean Airlines permanece en operación actual.

## Flota histórica
| Aeronaves                   | Total | Introducido | Retirado | Matrículas |
| --------------------------- | ----- | ----------- | -------- | --- |
| Airbus A321-100             | 2     | 1996        | 1997     | 9Y-BWA y 9Y-BWB |
| Airbus A340                 | 2     | 2002        | 2006     | 9Y-JIL y 9Y-TJN |
| ATR 72                      | 2     | 2004        | 2005     | OY-CIP y OY-CIV |
| Boeing 707                  | 13    | 1968        | 1983     | 9Y-TDO, 9Y-TDR, 9Y-TDQ, 9Y-TDC, 9Y-TDB, 9Y-TED, 9Y-TEE, 9Y-TEJ, 9Y-TEK, 9Y-TEX, 9Y-TEZ y N8732                                                       |
| Boeing 720                  | 1     | 1966        | 1967     | 9Y-TCS |
| Boeing 727-100              | 4     | 1964        | 1971     | 9Y-TCO, 9Y-TCP, 9Y-TCQ y N2969G |
| Boeing 727-200              | 1     | 1995        | 1996     | N68782 |
| Boeing 737-700              | 1     | 1999        | 2000     | 9Y-TJI |
| Boeing 737-800              | 7     | 1999        | 2006     | 9Y-GEO, 9Y-POS, 9Y-BGI, 9Y-TAB, 9Y-KIN, 9Y-ANU y 9Y-GND                                                                                              |
| Boeing 747-100              | 1     | 1987        | 1987     | LX-LCV |
| Bristol Britannia           | 2     | 1961        | 1965     | G-AOVJ y G-AOVL |
| De Havilland Canadá Dash 8  | 6     | 1992        | 2006     | C-GMON, C-FGQI, 9Y-WIL, 9Y-WIN, 9Y-WIP y 9Y-WIZ |
| Douglas DC-3/C-47           | 4     | 1953        | 1967     | VP-TBE, VP-TBF (re-reg. 9Y-TBF, VP-LIL y 9Y-TCR), VP-TBW (re-reg. 9Y-TBW) y VP-TBJ (re-reg. 9Y-TBJ)                                                  |
| Hawker Siddeley 748         | 5     | 1977        | 1997     | 9Y-TFS, 9Y-TFT, 9Y-TFX, 9Y-TGH y 9Y-TGI |
| Lockheed L-1011 TriStar     | 6     | 1980        | 2003     | 9Y-TGJ, 9Y-TGN, 9Y-THA, N3140D, CS-TEA y CS-TEB |
| Lockheed Modelo 18 Lodestar | 5     | 1940        | 1952     | VP-TAN, VP-TAO, VP-TAP, VP-TAQ y VP-TAH |
| McDonnell Douglas DC-9      | 6     | 1976        | 1992     | 9Y-TFF, 9Y-TFG, 9Y-TFH, 9Y-TFI, 9Y-TGC y 9Y-TGP |
| McDonnell Douglas MD-82     | 1     | 1985        | 1985     | N9802F |
| McDonnell Douglas MD-83     | 9     | 1986        | 2005     | 9Y-THN, 9Y-THY, 9Y-THQ, 9Y-THR, 9Y-THT, 9Y-THV, 9Y-THW, 9Y-THX y 9Y-THU                                                                              |
| Vickers Viking              | 7     | 1947        | 1957     | VP-TAV, VP-TAW, VP-TAX, VP-TAU, VP-TAZ, VP-TBB y VP-TBC                                                                                              |
| Vickers Viscount            | 9     | 1955        | 1970     | VP-TBK, VP-TBL, VP-TBY, VP-TBN (re-reg. 9Y-TBN), VP-TBS (re-reg. 9Y-TBS), VP-TBT (re-reg. 9Y-TBT), VP-TBU (re-reg. 9Y-TBU) y VP-TBX (re-reg. 9Y-TBX) |

## Antiguos destinos
| Países                 | Destinos         | Aeropuertos                                               |
| Europa                 | Europa           | Europa                                                    |
| ---------------------- | ---------------- | --------------------------------------------------------- |
| Alemania               | Frankfurt        | Aeropuerto de Frankfurt                                   |
| Reino Unido            | Londres          | Aeropuerto de Londres-Heathrow                            |
| Reino Unido            | Mánchester       | Aeropuerto de Mánchester                                  |
| Suecia                 | Estocolmo        | Aeropuerto de Estocolmo-Arlanda                           |
| Suiza                  | Zúrich           | Aeropuerto Internacional de Zúrich                        |
| Norteamérica           |                  |                                                           |
| Canadá                 | Toronto          | Aeropuerto Internacional Toronto Pearson                  |
| Estados Unidos         | Baltimore        | Aeropuerto Internacional de Baltimore-Washington          |
| Estados Unidos         | Miami            | Aeropuerto Internacional de Miami                         |
| Estados Unidos         | Nueva York       | Aeropuerto Internacional John F. Kennedy                  |
| El Caribe              |                  |                                                           |
| Antigua y Barbuda      | Saint John's     | Aeropuerto Internacional V. C. Bird                       |
| Aruba                  | Oranjestad       | Aeropuerto Internacional Reina Beatrix                    |
| Barbados               | Bridgetown       | Aeropuerto Internacional Grantley Adams HUB               |
| Belice                 | Ciudad de Belice | Aeropuerto Internacional Philip S. W. Goldson             |
| Islas Caimán           | George Town      | Aeropuerto Internacional Owen Roberts                     |
| Jamaica                | Kingston         | Aeropuerto Internacional Norman Manley                    |
| Jamaica                | Montego Bay      | Aeropuerto Internacional Sangster                         |
| Puerto Rico            | San Juan         | Aeropuerto Internacional Luis Muñoz Marín                 |
| San Cristóbal y Nieves | Basseterre       | Aeropuerto Internacional Robert L. Bradshaw               |
| San Martín             | Philipsburg      | Aeropuerto Internacional Princesa Juliana                 |
| Santa Lucía            | Castries         | Aeropuerto George F. L. Charles                           |
| Santa Lucía            | Vieux Fort       | Aeropuerto Internacional Hewanorra                        |
| Trinidad y Tobago      | Puerto España    | Aeropuerto Internacional de Piarco HUB                    |
| Trinidad y Tobago      | Scarborough      | Aeropuerto Internacional Arturo Napoleón Raymond Robinson |
| Suramérica             |                  |                                                           |
| Guyana                 | Georgetown       | Aeropuerto Internacional Cheddi Jagan HUB                 |
| Surinam                | Paramaribo       | Aeropuerto Internacional Johan Adolf Pengel               |
| Venezuela              | Caracas          | Aeropuerto Internacional de Maiquetía Simón Bolívar       |